# Grampian
Grampian var et skotsk county i perioden 1975-96, der bl.a. indeholdt byen Aberdeen.
57°13′41″N 2°59′17″V / 57.228°N 2.988°V